# Красненькое (Крым)
Кра́сненькое (до 1948 года Кызы́л-Мече́ть; укр. Красненьке, крымскотат. Qızıl Meçit, Къызыл Мечит) — исчезнувшее село в Симферопольском районе Крыма, располагавшееся на северо-востоке района, у границы с Белогорским районом. Находилось в низовье реки Бештерек, в степной части Крыма.

## История
Первое документальное упоминание села встречается в Камеральном Описании Крыма… 1784 года, судя по которому, в последний период Крымского ханства Кизил-Мечеть (записано как Казыл Мечет) входила в Ашага Ичкийский кадылык Акмечетского каймаканства. После присоединения Крыма к России (8) 19 апреля 1783 года, (8) 19 февраля 1784 года, именным указом Екатерины II сенату, на территории бывшего Крымского Ханства была образована Таврическая область и деревня была приписана к Симферопольскому уезду. Вскоре, видимо, в связи с эмиграциями татар в Турцию деревня опустела и до 1836 года в доступных источниках не встречается.
На карте 1836 года уже в русской деревне Кизиль-Мечеть 8 дворов, а на карте 1842 года Кизиль-Мечеть (русская) обозначена условным знаком «малая деревня», то есть, менее 5 дворов — видимо, на месте брошенной деревни образовывалось новое поселение.
В результате земской реформы Александра II 1860-х годов административно-территориальное деление было изменено и, деревня была отнесена к Зуйской волости. В «Списке населённых мест Таврической губернии по сведениям 1864 года», составленном по результатам VIII ревизии 1864 года, Кизил-Мечеть — владельческий хутор с 1 двором, 2 жителями и мечетью при речкѣ Бештерекѣ. На трехверстовой карте 1865 года в деревне Кизил-Мечеть обозначено 4 двора.
В «Памятной книге Таврической губернии 1889 года» по результатам Х ревизии 1887 года деревня не значится (хутора в книге не фиксировали), как и в «Памятных книжках» за последующие годы. Сохранился документ о выдаче ссуды некому Шицле Л. под залог имения при деревне Кизил-Мечеть от 1896 года. По Статистическому справочнику Таврической губернии. Ч.II-я. Статистический очерк, выпуск шестой Симферопольский уезд, 1915 год, на хуторе Кизиль-Мечеть Классена А. Я. Подгородне-Петровской волости Симферопольского уезда числился 1 двор с немецким населением без приписных жителей, но с 18 — «посторонними», из которых 8 мужчин и 10 женщин. Во владении было 387 десятинами удобной земли. В хозяйстве имелось 30 лошадей, 10 волов и 15 коров. Согласно списку 1915 года «…русских подданных из австрийских, венгерских или германских выходцев» землевладельцев, опубликованном в газете «Таврические губернские ведомости» в апреле 1915 года, при деревне Кизиль-Мечеть значился Классен Абрам Яковлевич, владевший 397 десятинами 152 квадратными саженями пахотной, 2 десятинами усадебной и 7 десятинами садовой земли.
После установления в Крыму Советской власти, по постановлению Крымревкома от 8 января 1921 года была упразднена волостная система и село включили в состав вновь созданного Сарабузского района Симферопольского уезда, а в 1922 году уезды получили название округов. 11 октября 1923 года, согласно постановлению ВЦИК, в административное деление Крымской АССР были внесены изменения, в результате которых был ликвидирован Сарабузский район и образован Симферопольский и село включили в его состав. Согласно Списку населённых пунктов Крымской АССР по Всесоюзной переписи 17 декабря 1926 года, в коммуне Кизил-Мечеть, Осминского сельсовета Симферопольского района, числилось 8 дворов, население составляло 18 человек, из них 11 русских, 4 немца, 2 армянина, 1 грек. С созданием 22 февраля 1937 года Зуйского района Кизил-Мечеть отнесли в его состав.
В 1944 году, после освобождения Крыма от фашистов, 12 августа 1944 года было принято постановление № ГОКО-6372с «О переселении колхозников в районы Крыма» и в сентябре 1944 года в район приехали первые новоселы (212 семей) из Ростовской, Киевской и Тамбовской областей, а в начале 1950-х годов последовала вторая волна переселенцев из различных областей Украины. С 25 июня 1946 года Кизил-Мечеть в составе Крымской области РСФСР. Согласно указу Президиума Верховного Совета РСФСР от 18 мая 1948 года Кизил-Мечеть переименовали в Красненькое. На 1953 год население составило 4 человека. 26 апреля 1954 года Крымская область была передана из состава РСФСР в состав УССР. После упразднения Зуйского района 24 сентября 1959 года, село включили опять в состав Симферопольского. Время включения в состав Краснокрымского сельсовета пока не установлено: на 15 июня 1960 года село уже числилось в его составе. Решением Крымоблисполкома от 27 июля 1962 года № 784, Краснокрымский сельсовет переименован в Донской, и село определили в его состав. Указом Президиума Верховного Совета УССР «Об укрупнении сельских районов Крымской области», от 30 декабря 1962 года Симферопольский район был упразднён и село присоединили к Белогорскому. 1 января 1965 года, указом Президиума ВС УССР «О внесении изменений в административное районирование УССР — по Крымской области», вновь включили в состав Симферопольского. Исключено из списков в период с 1968 года по 1 июня 1977 года.